# Ankie Beilke
Ankie Beilke (née en 1982 à Düsseldorf) est une actrice et mannequin sino-allemande.

## Biographie
Ankie Beilke est née en 1982 à Düsseldorf et est la fille de l'actrice chinoise Ankie Lau.

## Filmographie
- 1985 : Die Einsteiger
- 1985 : Weißblaue Geschichten: Der König/Der Sauhund/Die Fremde/Der Star
- 1987 : Inspecteur Derrick: Nachtstreife (Patrouille de nuit)
- 1989 : Limba, Limba, Lambada
- 1997 : Hong Kong - Eine Liebe fürs Leben
- 2004 : Untreu
- 2006 : Unter weißen Segeln (Folge Träume am Horizont)
- 2006 : Confession of Pain (Seung sing)
- 2007 : Qi qin qi zong qi se lang
- 2007 : Die Blüten der Sehnsucht
- 2008 : Connected (Bo chi tung wah)
- 2008 : Yau chat guen see um leun nei
- 2009 : Das Traumhotel: Malaysia
- 2009 : Wickie und die starken Männer
- 2012 : Naked Soldier